# La Guadalupe, Acatlán de Pérez Figueroa
La Guadalupe är en ort i Mexiko.   Den ligger i kommunen Acatlán de Pérez Figueroa och delstaten Oaxaca, i den sydöstra delen av landet, 290 km öster om huvudstaden Mexico City. La Guadalupe ligger 71 meter över havet och antalet invånare är 161.
Terrängen runt La Guadalupe är kuperad åt nordost, men åt sydväst är den platt. Runt La Guadalupe är det ganska tätbefolkat, med 179 invånare per kvadratkilometer. Närmaste större samhälle är Acatlán de Pérez Figueroa, 17,3 km norr om La Guadalupe. Trakten runt La Guadalupe består huvudsakligen av våtmarker.